# Gisonen
Die Gisonen waren ein im 11. und 12. Jahrhundert einflussreiches Gaugrafengeschlecht im Norden Hessens. Das Zentrum ihres Herrschaftsbereichs lag zunächst im Raum Marburg und später südwestlich von Kassel bei Maden.

## Geschichte
Der Ursprung des Geschlechts ist unbekannt; er mag im Oberlahngau (um Marburg) gelegen haben, aber sie können auch aus dem nordhessischen Raum in den Oberlahngau gekommen sein. Zunächst waren sie wohl lediglich Amts- oder Titulargrafen ohne umfangreiches Familiengut und damit ohne allodiale Grafschaft, jedoch mit enger Bindung zum salischen Königshaus. Sie waren Reichsvögte des um 1015 von Kaiser Heinrich II. und seiner Frau Kunigunde gegründeten Kanonissenstifts Wetter in Wetter (Hessen) und wurden als solche mit königlichen Gütern im Umland von Marburg belehnt. Ihr Stammsitz war die Burg Hollende bei Wetter; sie werden daher gelegentlich auch als Grafen von Hollende oder von Hohenlinden bezeichnet. Im Laufe der Zeit erwarben sie erheblichen Besitz und Vogteirechte in Mittelhessen, an der oberen Lahn und Eder und bis in den Westerwald einschließlich der Herborner Mark und verstanden es, durch allmähliche Beseitigung der Rechte anderer in ihrer Gegend grafengleiche Stellung einzunehmen. Ihr Vogteienbesitz war sehr wertvoll und verlieh ihnen eine herausragende Stellung. Der ausgedehnte Bereich ihrer Gerichtshoheit wurde wegen der Anbindung an die Vogtei des Stifts Wetter häufig auch als Grafschaft „Stiffe“ oder „Stift“ bezeichnet. Der Besitz der Gisonen war der Grundstock des späteren Landesteils „Oberhessen“ der Landgrafschaft Hessen.

## Bekannte Mitglieder des Geschlechts
Bekannte Mitglieder des Geschlechts waren:
- Giso I. ist 1008 als Graf bezeugt. Er residierte auf der Burg Hollende westlich von Wetter bei Warzenbach, die zur Stammburg des Geschlechts wurde, aber wohl schon früher erbaut worden war. Er und seine Nachfolger waren Reichsvögte des um 1015 gegründeten königlichen Kanonissenstifts Wetter und hielten umfangreiche königliche Gütern im Bereich Marburg als Lehen. Ob er der Stammvater des Geschlechts ist, ist umstritten. Möglicherweise gehörte er auch einem ganz anderen Geschlecht an, zumal angenommen wird, dass die Gisonen überhaupt keine eigene Grafschaft besessen haben und ihren Grafentitel lediglich ihrem politischen Einfluss verdankten. Er war wohl auch, zumindest für kurze Zeit, Gaugraf in Hessen mit Sitz auf der Obernburg in Gudensberg bei Fritzlar.
- Giso II. († 1073), Graf in Hessen. Wohl kein Sohn, so doch ein Nachkomme von Giso I. Er und Graf Adalbert von Schauenburg wurden bezichtigt, 1070 ein Komplott gegen den Bayernherzog Otto von Northeim geschmiedet zu haben, und wurden 1073 von Gefolgsleuten Ottos erschlagen.
- Giso III., Graf in Hessen. Sohn oder Bruder von Giso II.
- Giso IV. (*um 1070; † 12. März 1122), Graf in Hessen bzw. Graf von Gudensberg, 1121 urkundlich als „Giso comes de Udenesberc“ erwähnt. Vogt des Klosters Hersfeld, Vogt des Stiftes St. Florin zu Koblenz. ⚭ Kunigunde von Bilstein, Gräfin von Gudensberg († 1138/40); Regentin bis zur Volljährigkeit ihres Sohnes Giso V.
- Giso V. (* um 1110; † 1137), Graf von Gudensberg und Hessen, Vogt des Klosters Hasungen (bei Burghasungen).
- Hedwig von Gudensberg, durch Heirat Landgräfin von Thüringen (* um 1098; † 1148), Tochter und Erbin des Giso IV. ⚭ Ludwig I. von Thüringen.

- Wahrscheinlich gehörte auch die Dame Chuniza, die 1072 zusammen mit ihrem Sohn Tiemo dem Kölner Erzbischof Anno II. das Gelände zum Bau des Klosters Grafschaft verkaufte, zum Geschlecht der Gisonen.

## Aussterben
1121 beerbte Giso IV. den nordhessischen Gaugrafen Werner IV. von Gudensberg, der kinderlos gestorben war, und kam damit an ausgedehnten Besitz und Vogteirechte im Raum Kassel-Fritzlar-Melsungen. Aber schon 1137 starb das Geschlecht in der männlichen Linie mit Giso V. aus, und die Grafschaft kam mit der Erbtochter Gisos IV., Hedwig, an den Landgrafen Ludwig I. von Thüringen.
Nach dem Tod des letzten Ludowingers, Heinrich Raspe, kam es 1247 zum thüringisch-hessischen Erbfolgekrieg, der mit der Ausrufung von Heinrich I., dem „Kind von Brabant“, Sohn der Sophie von Brabant und Enkel der Hl. Elisabeth von Thüringen, zum Landgrafen auf der Mader Heide bei Gudensberg ausbrach.